# Schmidtberger-Haus

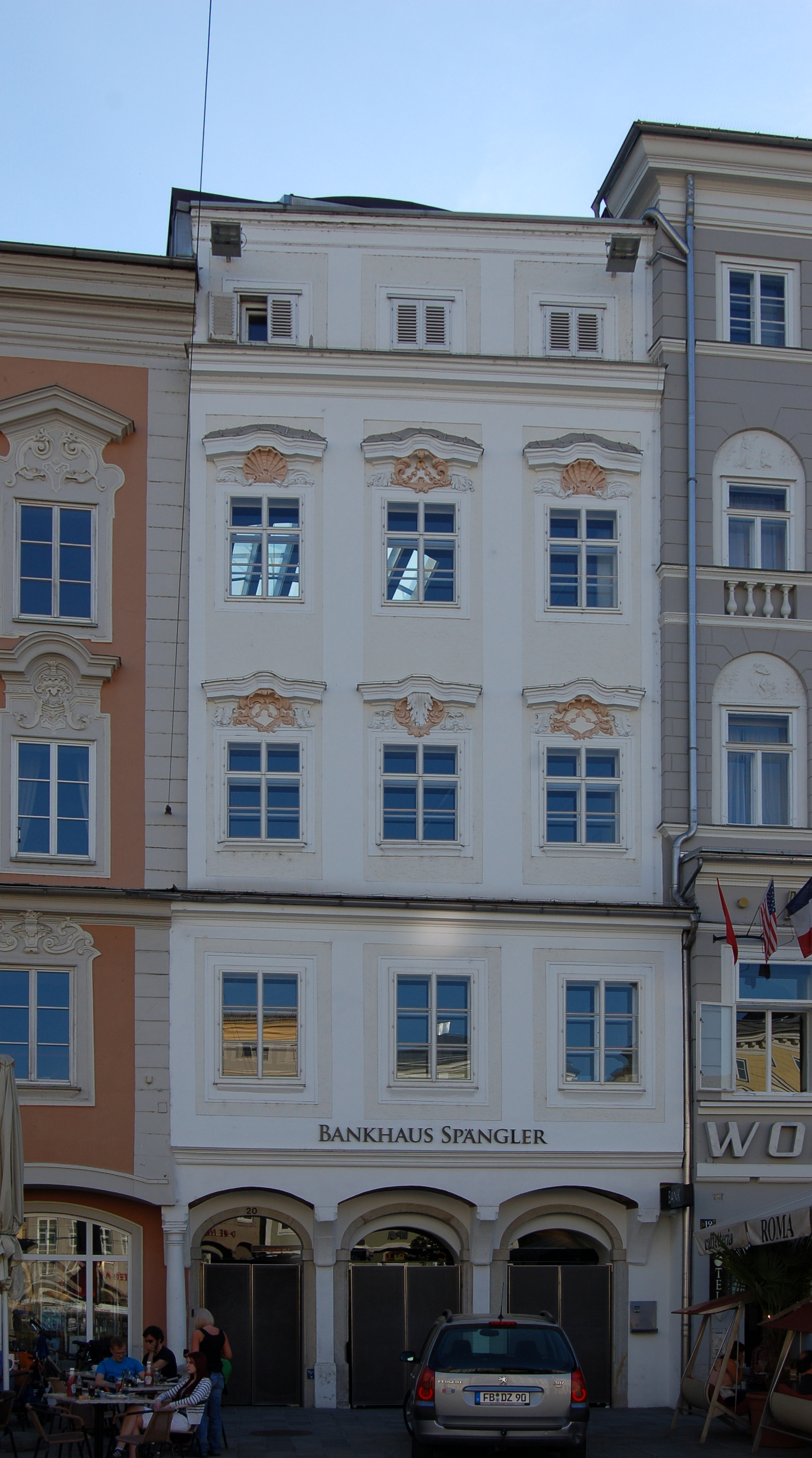
Bankhaus Spängler in Linz (2011)

Das Schmidtberger-Haus, auch als Bankhaus Spängler bezeichnet, steht auf dem Hauptplatz in Linz.
Das Schmidtberger-Haus, das 1595 der Bürgermeister Siegmund Schmidtberger besaß, ist ein spätgotisches Langhofhaus mit 6,5 m Breite und 60 m Tiefe. Ursprünglich mit dreigeschoßiger giebelständiger Hauptplatzfassade mit Breiterker, wurde es im Barock um zwei weitere Geschoße aufgestockt und mit traufständigem Abschluss ausgebildet.
1999 vom Bankhaus Carl Spängler erworben, wurde das privilegiert gelegene, aber desolate, denkmalgeschützte Objekt, vom lokalen Architekten Andreas Heidl in einem jahrelangen Bauprozess erneuert.

## Anerkennungen
- 2002: Denkmalpflegepreis des Landes Oberösterreich
- 2011: Österreichischer Bauherrenpreis 2011